# Szakaurak

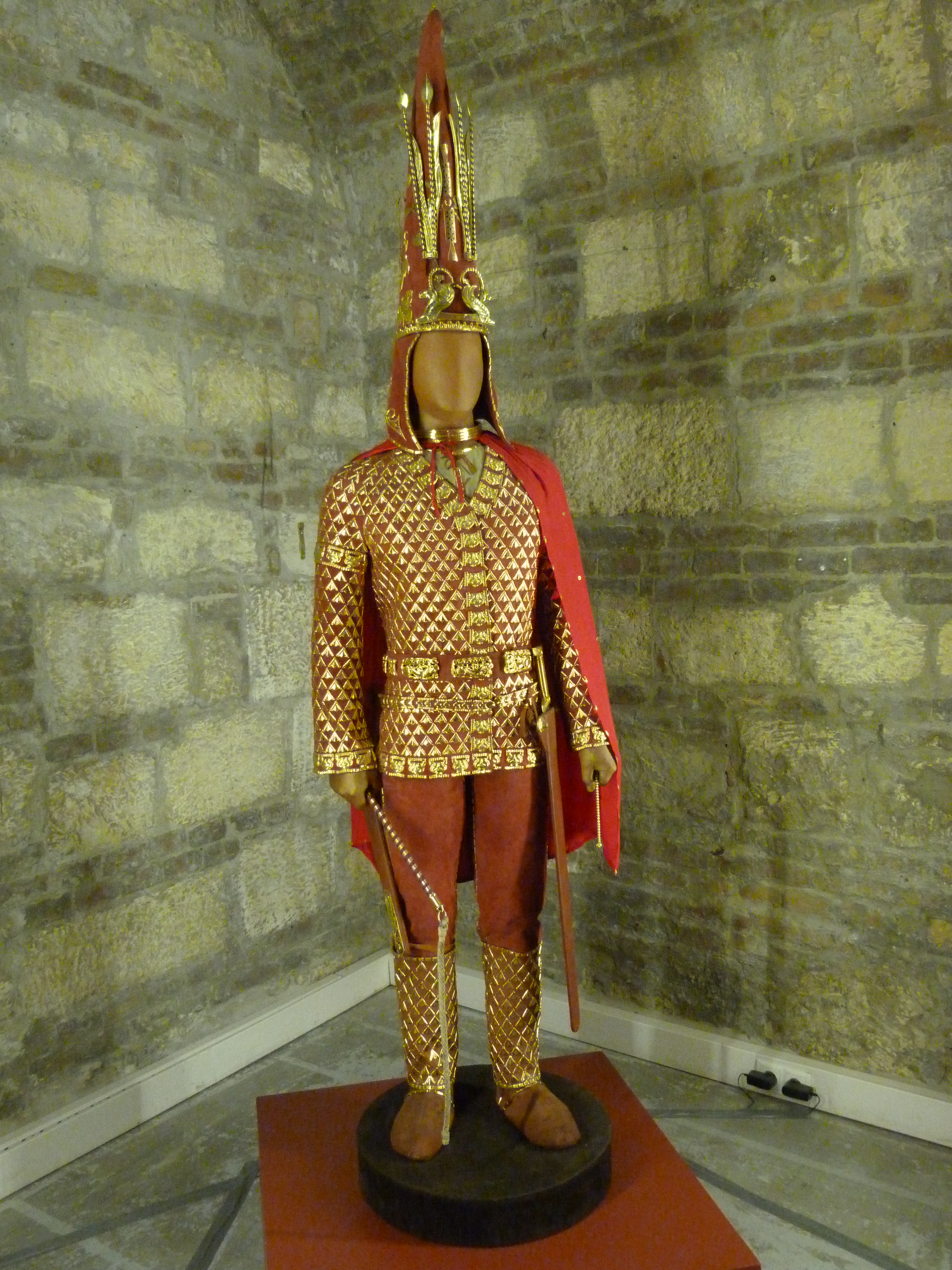
A szakaurak királyának ünnepi viselete

A szakaurak a közép-ázsiai szkíták, azaz a szakák csoportjába tartoztak. Nevük lebetűzése Lukianosz Makrobioi című művében szakaurakai (Σακαυρακαι), Sztrabónnál szakarauloi (Σακαραυλοι), Ptolemaiosznál szagaraukai (Σαγαραυκαι), Iustinusnál pedig saraucae. Kínai források szaj (塞), szajvang (塞王) – elvétve szajcsung (塞種), szajzsen (塞人) –, indiai kútfők pedig saka-murunda stb. névvel illették őket.

## Nevük
Harmatta János klasszika-filológus, nyelvész szerint a szajvang és a saka-murunda kifejezés jelentése szaka királyok. A vang, illetve a murunda szó értelme ugyanis urak, királyok. A rauka név – ehhez egy feltételezett iráni *rau-kya szót rendel – szerinte ugyanezt jelenti. (A rauk és az urak kifejezés közül valamelyik rontott is lehet, ezt azonban szerzőnk nem veszi figyelembe.) Az urak és a raul nevet Harmatta nem tárgyalja, jóllehet előbbi a magyarban, utóbbi – változataival (rádzsa, rao) együtt – a szanszkritban szintén királyt, urat, uralkodót jelent.
Harmatta a szaka kifejezés jelentését – a magyarban pl. elvált rész – sem magyarázza meg. Ehelyett nehezen követhető fejtegetésekbe kezd. Hivatkozik a Baktriát és Gandhárát megszálló szaka csapatokra, majd így folytatja: „A szaka urak, szaka királyok elnevezés eredetileg a szaka törzsi főnemességet jelölte. Csakis ők voltak képesek elhagyni területüket, míg a köznép helyben maradt.”
Szerzőnk figyelmét valószínűleg elkerülte, hogy a szaka kifejezés a közép-ázsiai szkíták összefoglaló neve volt, s nem népet jelölt. A szakák törzsi főnemességére vonatkozó feltevése – miszerint egyként elpártoltak népeiktől, s ezen kizárólag főnemesekből álló szakadár csoport viselte a szakaurak nevet – ilyenképpen a tényekkel ellenkezik.

## Naptáruk
Altheim és Stiehl iráni nyelvekre alapozva „megmagyarázta” a Szakasztán vidékén letelepedett szakaurak naptárában előszámlált hónapok nevét. E hónapnevek Al-Biruni khoraszmiai–arab szerző feljegyzésében – hangzósítatlan alakban – maradtak ránk.
Az ókorban az év kezdete általában december végére esett. A hónapokat pedig gyakorta istenségekről nevezték el.
- KW’D – Kávád király hava.
- RHW – A Ravo folyó hava (a szerzők e helyen a Volga mordvin nevére hivatkoznak, melyet szerintük nevezett nép képviselői „bizonyára az irániaktól vettek át”).
- WS’L – Forrásban gazdag hónap.
- TYR KY’NW’ – Tiranák, Kayán király istenének hava.
- SRYZW’ – Egyesített paripákkal bíró hónap.
- MRYZW’ – Nagyobb paripákkal bíró hónap.
- TWZR – Turar város hava.
- MR’NW’ – Areia tartomány hava.
- ’’RKB’ZW’ – Egy paripával felérő (egyenlő) hónap.
- KŽPŠT – Főpap hava.
- KŽHN – Karasanay fejedelem hava.
- S’RW’ – Saurva démon hava.

## Szakaurak Közép-Ázsiában

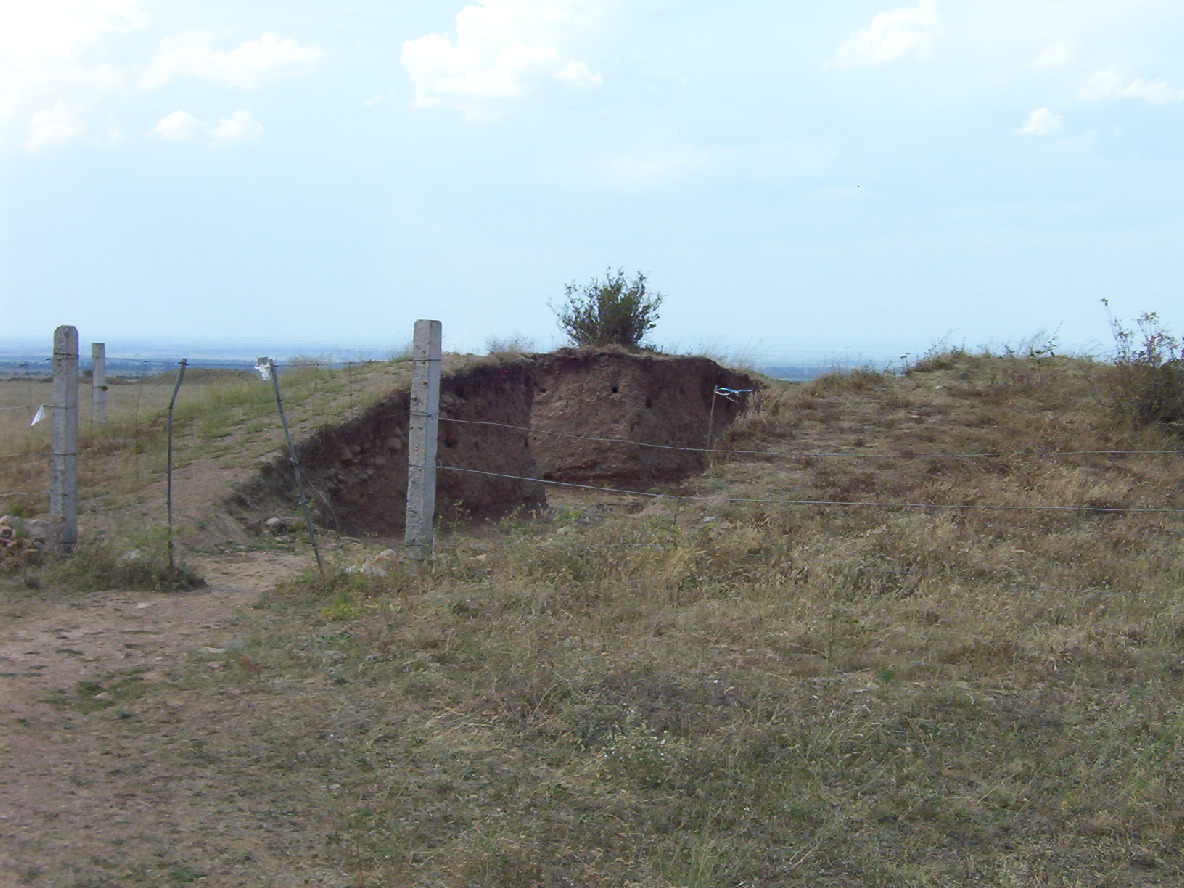
Az Iszik sírhalom az Ili folyó lapályán

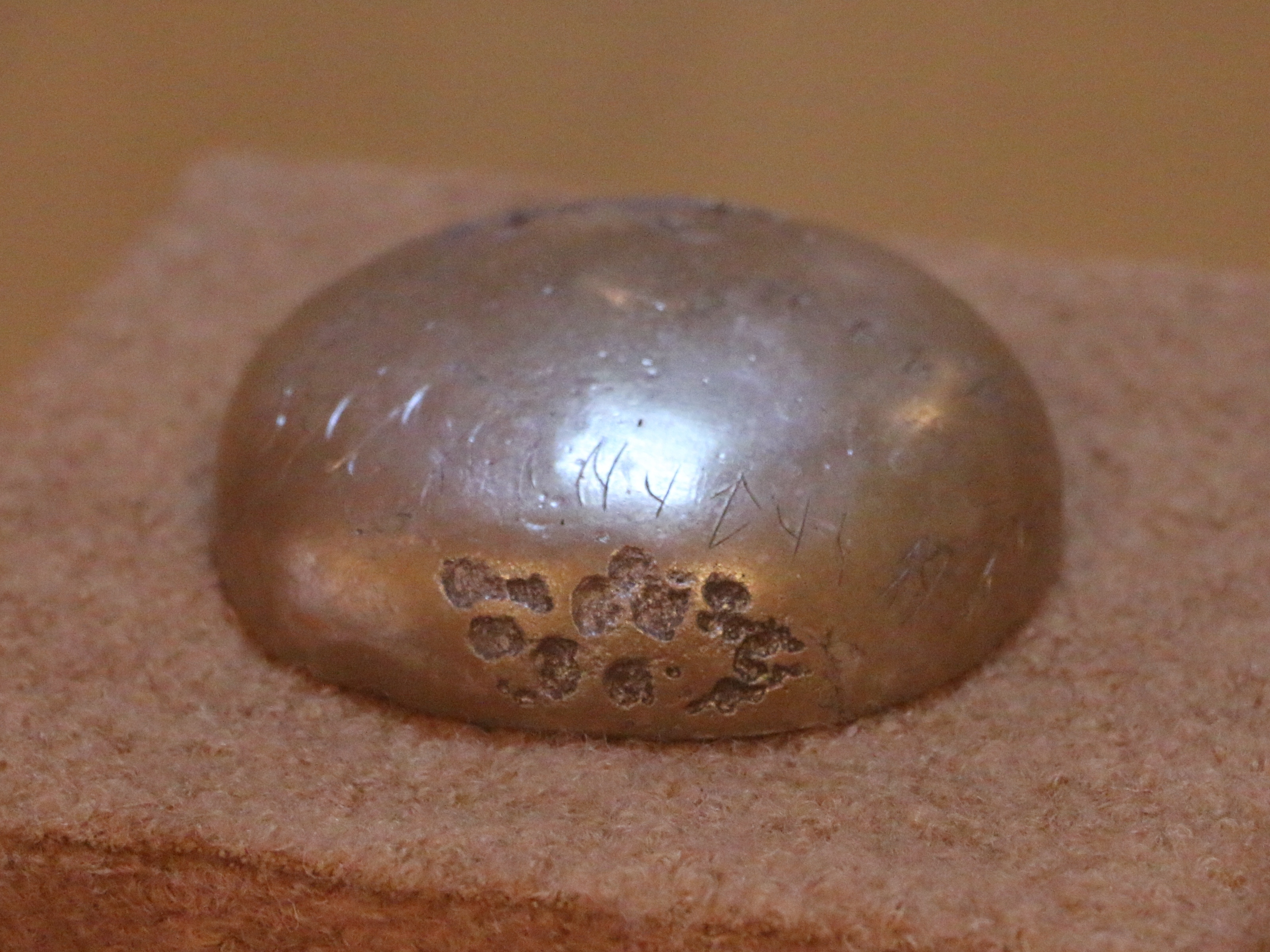
Az Iszik sírhalomból kiásott csésze

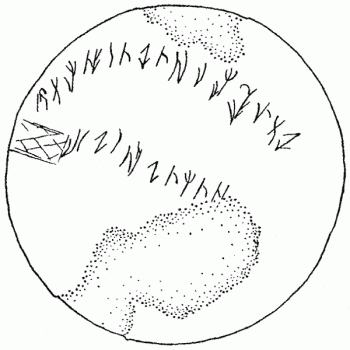
Az Iszik sírhalomból kiásott csésze rovásfelirata (fejjel lefelé)

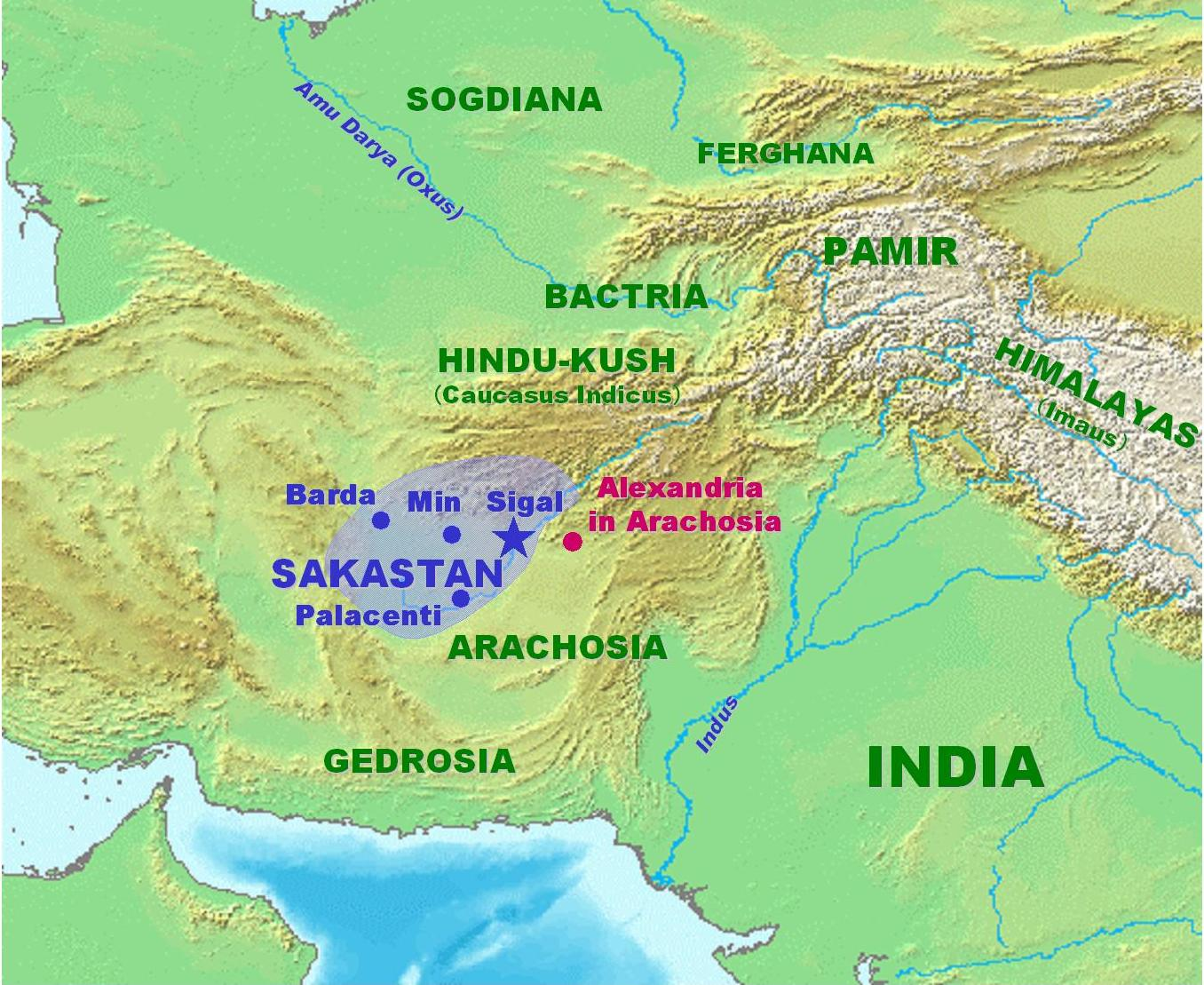
Szakasztán i. e. 100. körül

A szaka nevet első ízben (i. e. 519.) a behisztuni felirat rögzítette. A szakaurak neve viszont először csak i. e. 2. századi eseményekkel kapcsolatban bukkan fel. Ez időben az Ili folyó völgyében és az Iszik-köl vidékén laktak. Kínai forrás szerint Tunhuang környékét is megszállva tartották, később azonban onnan elköltöztek.
Az i. e. 166. esztendőben a hunok (hsziungnuk) legyőzték a jüecsi népet, és elűzték őket lakóhelyükről, a Csilien-hegység vidékéről. A menekülők nagyobb része néhány évvel később az Ili folyó völgyében telepedett le, kiszorítván onnan a szakaurakat. A szakák kisebb csoportjai az Alaj és a Pamír völgyeiben telepedtek le, valamint a Tarim-medence egyes oázisaiban, városállamaiban, pl. Isszédón Szküthiké (ma Akszu: Akoszu, Polucsia), valamint Isszédón Szeriké (ma Csarklik: Zsocsiang). Egy csapatuk később átkelt a Karakorum vonulatain, és az Indiai-félszigeten, az Indus völgyében szerzett magának területeket. Néhány év múltán (i. e. 132. körül) régebbi szomszédaik, a vuszunok legyőzték a jüecsiket. Utóbbiak valószínűleg a Ferganai-medencén keresztül vonultak délnyugat felé, az i. e. 130. évig azonban egyetlen forrás sem említi őket.
A jüecsik később a kusán nevet vették fel, a tokhár pedig ragadványnevük. A tokhárok alighanem Kelet-Baktria őslakói voltak; i. e. 130-tól a jüecsik alattvalói.
A szakaurak a kínai történetírók szerint nem csupán pásztorkodásból tartották fenn magukat. Akadtak közöttük szántóvetők, kereskedők stb. is, és híresek voltak rézművességükről. Amikor a jüecsik rájuk törtek, derékhaduk elmenekült, délre költözött. A szakaurak kisebb része menedékre lelt a környező hegyekben. A kínai Han Birodalom bukása (i. sz. 220.), illetve a Nyugati Területek Védnökségének (西域) széthullása után a hegyekben tanyázó szakaurak is letelepedtek a Tarim-medence nyugati felének városaiban, pl. Jütien (于闐), Pisan (皮山), Sacsö (莎車), Tumusuko (圖木舒克). Sacsö nyilván tőlük örökölte nevét. A szóban forgó csoport képviselői azután – kisebbségben – hamarosan elvesztették anyanyelvüket. A későbbiekben (4–11. század), írásos emlékeik révén, hotani szakák néven váltak ismertté.
A szakaurak egy csoportja, az i. e. 145. évben az Amu-darja felső szakaszánál szerzett magának szálláshelyet. Elfoglalta a tokhárok földjét, azaz Baktria keleti részét. Kifosztotta, felperzselte Eukratideia városát (Áj Hánum). Nagyjából ugyanezen időben ismeretlen nép vagy népek (lehettek a szakaurak is) feldúlták Szamarkand városát.
A Görög Baktria bukásáról szóló híradások nincsenek összhangban egymással, és többféleképpen is értelmezhetők. Sztrabón szerint az aszioi (ασιοι), paszianoi (πασιανοι), tokharoi (τοχαροι) és szakarauloi (σακαραυλοι) nép ragadta el Baktriát a görögöktől. Iustinus a saraucae és asiani népet nevezi hódítónak. A tokhárok szerinte az asiani nép alattvalói voltak. Kínai források az eseményekkel kapcsolatban jüecsikről és szajvangokról tudósítanak.
Az egymásnak ellentmondó jelentések okán se szeri, se száma a találgatásoknak. Az aszioi, paszianoi és tokharoi nevet megpróbálják a jüecsikre ráruházni. Feltételezik, a tokhár volt a köznép, a jüecsik (aszioi, paszianoi) pedig az uralkodó csoport. Más vélemények szerint az aszioi és paszianoi név a vuszunokra hivatkozik. A paszianoi név értelme parszi (perzsa), mondják egyesek. Tegyük az asiani helyébe a cuseni (kusán) nevet, javasolják mások, és így tovább.
A történetírók tanácstalanságának oka vélhetően az ászi és a jüecsi név hasonlósága volt. Az ászik (aszioi) valószínűleg távol maradtak az eseményektől, a beszámolók tehát inkább a jüecsikről (asiani) szólnak. A paszianoi név pedig majdnem bizonyosan az avarokra hivatkozik. Az avarok, illetve a parthusok – ezt más források is megerősítik – szintén részt vettek a összecsapásokban. A szomszédos görögök birtokaikból ők is kiszakítottak maguknak egy részt.
Az i. e. 130. évben a jüecsik elűzték a szakaurakat Kelet-Baktriából, és az őslakos tokhárok urai lettek. A szakaurak ezután Baktra (Balkh) város környékét, valamint Aria, Margiana és Traxiana tartományt szállták meg. Innen azután egyes csoportjaik Mezopotámia felé indultak – őket a parthusok visszaszorították –, a derékhad pedig a Hilmend-tó felé.
A szakaurak ellen vívott harcokban elesett II. Phraatész, a parthusok uralkodója. A jüecsik elleni csatározásokban I. Artabanosz is halálát lelte. Végül II. Mithridatész ellenőrzése alá vonta a szakaurakat, és Drangiana tartományban, a Hilmend-tó vidékén jelölt ki nekik lakóhelyet. A szakaurak nevét viseli Szisztán, az egykori Szakasztán.
A szakaurak – bár függetlenségüket bizonyos mértékben megőrizték – egy ideig a parthusok hűbéresei voltak. II. Mithridatész halála után önállóságra tettek szert, és az i. e. 80. esztendő táján már saját pénzt vertek. I. Szanatrukész, parthus uralkodót is ők segítették trónra. Nagyjából ugyanezen időben az Indiai-félszigetre is kiterjesztették hatalmukat, ahol több birodalmat is alapítottak.

## Szakaurak az Indiai-félszigeten

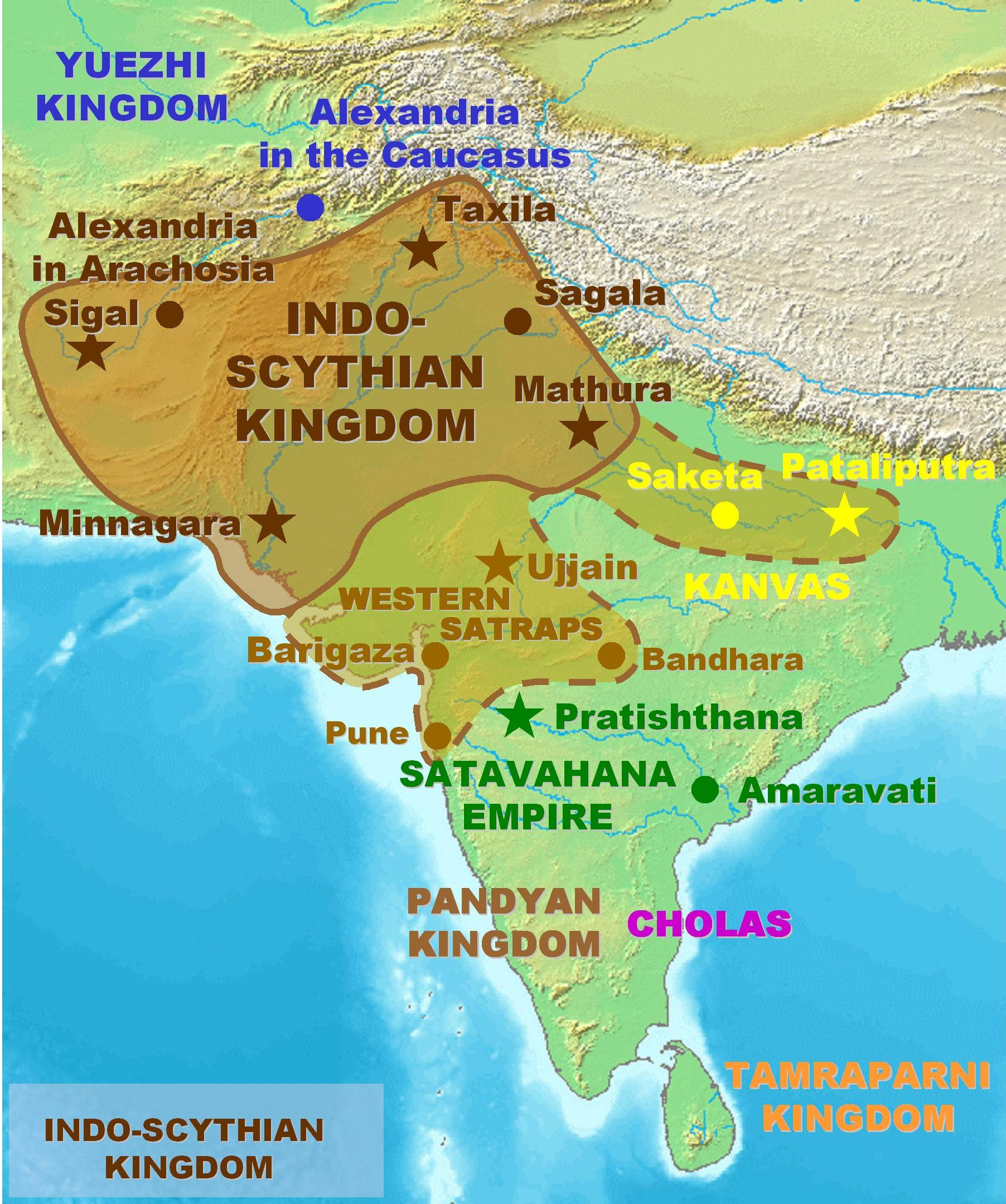
A szakaurak birodalma az Indiai-félszigeten

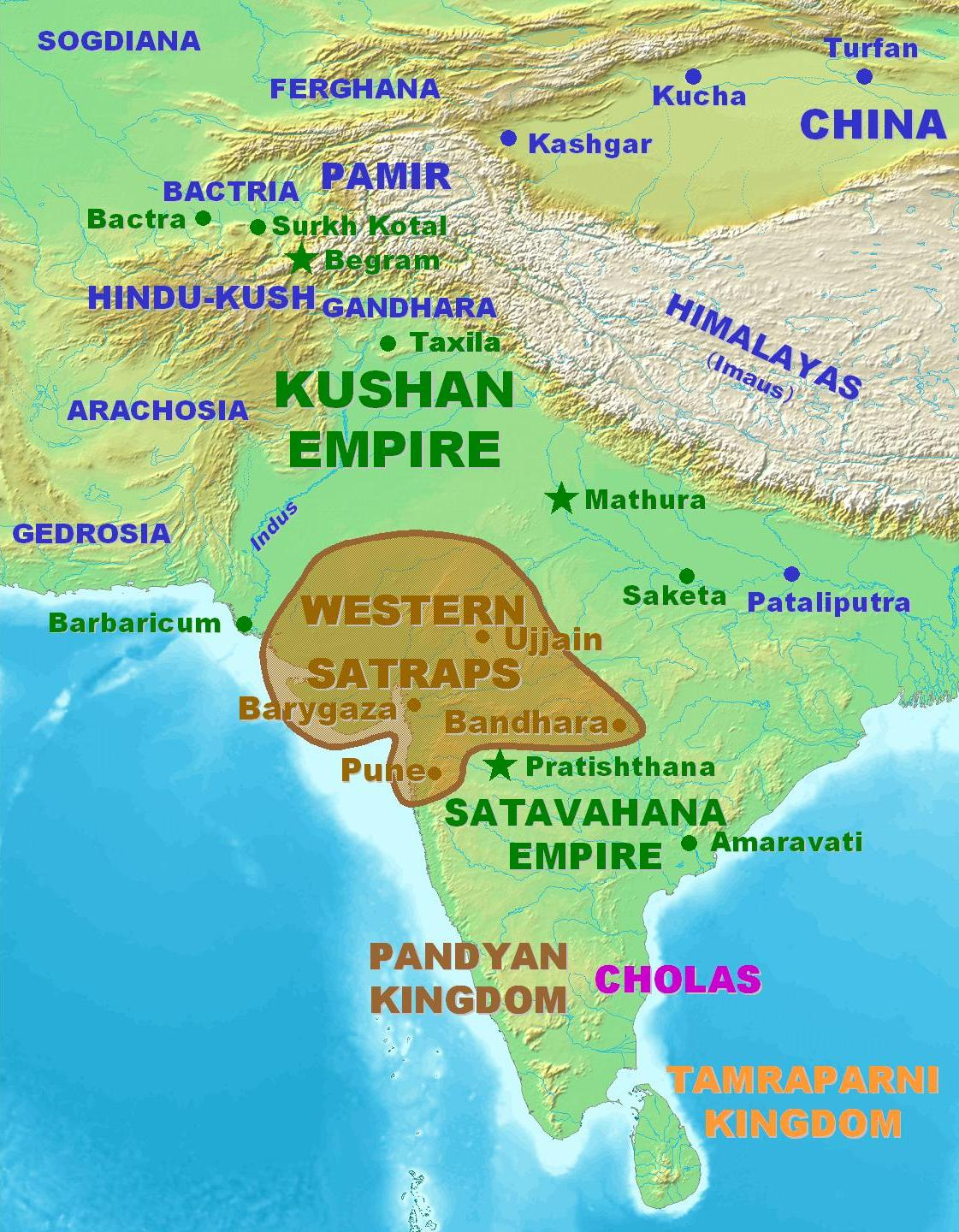
A szakaurak királysága Gudzsarát területén

A szakaurak i. e. 110–80. között telepedtek meg az Indiai-félszigeten. Egy csoportjuk Közép-Ázsiából – a Karakorum vonulatain, a Khunjerab-hágón átkelve – érkezett Gandhára vidékére, az indiai görögök birtokára. A Szakasztán területén letelepedett népesség egy része a II. Mithridatész halálát követő időben vándorolt Arakhoszia tartományba, illetve az Indus alsó szakaszához. Abiria (Szindh) és Surastrene (Gudzsarát) vidékén alapítottak országot. Befolyásuk az Indus és mellékfolyóinak alföldjére is kiterjedt, valamint a Gangesz síkságának egy részére. Birodalmuk székhelyének Takszila városát tették meg; egy-egy nagyobb központjuk keleten Mathura, délen pedig Surastrene tartomány volt. Északi birtokaikat később a parthusokkal osztották meg, utóbb azonban a kusánok előretörése miatt fel kellett adniuk. Ehelyett India nyugati felében foglaltak el jókora területet, és azt nagyjából 350 évig meg is tartották.
Az Indus felső szakaszánál letelepedett szakaurak kezdetben az indiai görögök fennhatósága alatt éltek. Első királyuk, Moga (görögösen Mauész: Μαυης) uralkodásának idején (i. e. 80. körül) azonban elfoglalták Takszila városát, illetve Gandhárát, valamint Pandzsáb nyugati felét. II. Apollodotosz, a görögök királya később, visszafoglalván Takszilát, egyesítette Pandzsáb nyugati és keleti felét. Halála után a görögök indiai birtokainak egy része ismét a szkítákra szállt. A szakaurak i. e. 60. körül elragadták India királyaitól Mathura városát. Pandzsáb görögök által birtokolt nyugati felét végül I. Azész (Αζης), a szakaurak királya csatolta birtokaihoz az i. e. 55. évben. Az utolsó görög királyok hatalmát Radzsuvula, Mathura helytartója törte meg, elfoglalván Pandzsáb keleti felét, illetve Sagala (Sialkot) városát. (Sagala, bizonyság rá elnevezése, a szakák városa volt.) Radzsuvula késői utódai már a kusánok hűbéreseként kormányoztak. Ténykedésüket I. Kanishka uralkodásának harmadik évében jegyezték fel.
Arakhoszia trónján, Moga uralkodásával közel egy időben, a szakaurak királyai ültek. Vononész, valamint fivére, Szpalahorész, és ennek fia, Szpalagadamész. Azután Spaliriszész, akit Vononész fivérének mondanak. Spaliriszész halála után Arakhoszia az indiai szakaurak birtokait gyarapította.
A szakaurak indiai birodalmának nagyobb részét I. Azész után a parthus érdekeltségű I. Gondopharész, a Suren nemesi család sarja, Szakasztán birtokosa és kormányzója igazgatta. A szakaurak szövetségesként csatlakoztak hozzá. Övé lett, korábbi birtokai mellé, Arakhoszia, a Kabul folyó völgye, valamint Pandzsáb és Szindh. Keleten, az Indus alföldjén túl, független szaka fejedelmek uralkodtak. Alapítójának halála után Gondopharész királysága kisebb részekre esett szét. Északi tartományait a kusánok (i. sz. 75. körül) bekebelezték. Gondopharész utódai Pandzsáb keleti felében és Szindh vidékén uralkodtak. Pakorész, az indiai parthusok név szerint ismert utolsó királya már csak Szakasztán és Arakhoszia tartományt birtokolta, ám i. sz. 90. táján utóbbit is megszállták a kusánok. Szakasztán területét később az Újperzsa Birodalom kebelezte be, a szakaurak azonban még II. Bahrám, perzsa király uralkodása idején is függetlenségben éltek.
A kusánok terjeszkedése miatt a szakaurak Gudzsarát területére szorultak vissza, és ott alapítottak független királyságot az i. sz. 35. évben. Később a környező tartományokat is elfoglalták. A kusánok, I. Kanishka királyuk uralkodása idején (i. sz. 2. század) kiterjesztették hatalmukat a szakaurak fővárosára (Uddzsaín) is. Ez egyaránt jelenhet függőséget vagy szövetséget, a részleteket azonban nem ismerjük. A szakaurak hatalma mindenesetre még sokáig töretlenül fennállott, bár Gautamiputra Szatakarni, dél-indiai uralkodónak sikerült őket az i. sz. 1. század végén visszaszorítania Gudzsarát területére.
Az utolsó szaka király, III. Rudraszimha birodalmát II. Csandragupta, indiai uralkodó vette birtokba, elfoglalván Gudzsarátot i. sz. 405. körül. A szakaurak egy része vélhetően csatlakozott az avarokhoz, akik ez idő tájt (390–396.) foglalták el Pesavar környékét és Kasmírt. A szakaurak többségét azonban elnyelte az indiai népek tengere; önállóságuk és nevük elveszett.

## További ismertetők
- Aradi Éva (2012): Indoszkíták. Budapest.